# 约舒亚·恩科莫
约舒亚·恩科莫（英語：Joshua Mqabuko Nyongolo Nkomo，1917年6月19日—1999年7月1日），是津巴布韦的政治家，曾担任津巴布韦副总统、内政部长，领导成立了“津巴布韦非洲人民联盟”（ZAPU）。